# Asymptotisch sichere Gravitation
Asymptotisch sichere Gravitation ist ein Ansatz für eine Theorie der Quantengravitation, d. h. eine Theorie zur Vereinigung der Quantenphysik mit der allgemeinen Relativitätstheorie. Im Gegensatz zur allgemeinen Relativitätstheorie mit Singularitäten in der Raumzeit bei extrem hohen Energien wird in diesem Ansatz von einer stets endlichen Gravitation bedingt durch Quantenfluktuationen ausgegangen.

## Einordnung
Im Rahmen des Standardmodells der Teilchenphysik werden drei der vier bekannten fundamentalen Wechselwirkungen durch Quantenfeldtheorien beschrieben. Der für Quantenfeldtheorien erforderliche Prozess der störungstheoretischen Renormierung und die resultierende Skalenabhängigkeit der Kopplungskonstanten (laufende Kopplung) ist nicht auf die Gravitation mit der dimensionsbehafteten Gravitationskonstante übertragbar. Der Ansatz der asymptotisch sicheren Gravitation geht von der Existenz eines endlichen Fixpunktes bei hohen Energien für die laufende Kopplung der Gravitation aus, durch den diese dennoch renormierbar wird.
Die Frage, ob und unter welchen Voraussetzungen ein solcher Fixpunkt existiert, ist Gegenstand der Forschung auf diesem Gebiet. Über die asymptotische Sicherheit hinaus ist es eine offene Frage, ob andere essenzielle Prinzipien von Quantentheorien eingehalten werden.
Während viele Modelle zur Physik jenseits des Standardmodells der Teilchenphysik die Existenz weiterer Elementarteilchen vorhersagen, erlaubt die asymptotisch sichere Gravitation das Szenario der großen Wüste. Damit ist die Abwesenheit Neuer Physik zwischen der Fermi-Konstanten und der Planck-Skala gemeint.

## Geschichte
Der Ansatz geht auf Steven Weinberg zurück, der in den 1970er Jahren erkannte, dass die perturbative Nichtrenormierbarkeit der Gravitation deren Renormierbarkeit nicht prinzipiell ausschließt. Stattdessen ist in Verallgemeinerung der asymptotischen Freiheit auch eine endliche Anzahl von Renormierungsparametern, die selbst endlich bleiben, ausreichend, was asymptotische Sicherheit genannt wird.
Zentrales Werkzeug bei der Untersuchung der asymptotisch sicheren Gravitation ist die Renormierungsgruppe. Die Untersuchung von Toy-Modellen in zwei Dimensionen begann bereits in den 1970er Jahren. Erst in den 1990er Jahren wurden Fortschritte in Richtung der vier Dimensionen der Raumzeit erzielt. Der Durchbruch gelang 1998 Martin Reuter, damals Mitarbeiter am Forschungszentrum DESY, durch eine Methode zur Untersuchung der Skalenabhängigkeit der Gravitation in vier Dimensionen.

## Vorhersagen
Die Annahme von asymptotisch sicherer Gravitation in Verbindung mit dem Standardmodell führt zu einer Anzahl an relevanten Parametern am Reuter-Fixpunkt (nach Martin Reuter), die unterhalb der Anzahl an Parametern des Standardmodells liegt. Dadurch sind nicht alle Parameter des Standardmodells unabhängig voneinander. 
Im Jahr 2010 konnten Christof Wetterich und Michail Schaposchnikow die Masse des Higgs-Bosons unter der Annahme asymptotisch sicherer Gravitation eingrenzen.
Ob bei asymptotisch sicherer Gravitation weitere Parameter des Standardmodells vorhersagbar sind, zum Beispiel die Masse des Top-Quarks, ist Gegenstand der Forschung.